# Enneagram
Het woord enneagram stamt van het Griekse ennea, dat negen betekent en grammos, hetgeen iets wat geschreven of getekend is betekent. Het symbool van het enneagram is een negenpuntig sterveelhoek. Het enneagram is mede gebaseerd op de kabbalistische levensboom. Iemands karakter zou met behulp van dit diagram kunnen worden ingedeeld. De wetenschappelijke psychologie gebruikt het enneagram niet; het enneagram is een pseudowetenschap. Negen persoonlijkheidstypen zouden in dit diagram elk een vast punt hebben en via lijnen met elkaar in verbinding staan. Dit verbeeldt de onderlinge relaties van de typen, die volgens vaste patronen verlopen.

## Herkomst
Van het enneagram wordt gezegd dat het een eeuwenoude studie van menselijke motivatie is, maar hiervoor is geen enkel bewijs; waarschijnlijker is het dat het getallenschema in het begin van de twintigste eeuw is bedacht door George Gurdjieff, Armeens filosoof en mysticus, die door de wetenschap als fantast wordt beschouwd. De eerste bekende publicatie van het enneagram vond plaats in 1949 in het boek Op zoek naar het wonderbaarlijke van Gurdjieffs leerling Pjotr Ouspensky. In deze versie was er nog geen sprake van het beschrijven van het menselijk gedrag. Die functie werd pas in de jaren '60 toegevoegd door Oscar Ichazo.
De Chileense psychiater Claudio Naranjo doceerde zijn begrip van het enneagram aan een aantal jezuïeten, die het vervolgens verder verspreidden. Hoewel het diagram sindsdien populariteit heeft verworven, wordt het in de wetenschappelijke psychologie niet gebruikt.

## Persoonlijkheidsmodel
Het enneagram is een persoonlijkheidsmodel dat zich met bewust of onbewust gedrag bezighoudt. De modellen geven de motivatie aan vanwaaruit in veel omstandigheden gehandeld of gedacht wordt. Volgens het enneagram is het ene persoonlijkheidstype niet beter dan het andere type. Elk type heeft eigenschappen die doeltreffend kunnen zijn.
Negen enneagram-typen worden beschreven vanuit de manier waarop ze in het leven staan. Het model beoogt inzicht te geven in het eigen karakter en de relaties met anderen. Het enneagram probeert ook bewustwording te creëren voor de aanleg die elk type heeft voor hogere kwaliteiten, zoals empathie, alwetendheid en liefde.
Elk van de negen persoonlijkheidstypen van het enneagram heeft zich gevormd rond een centrale passie. De passie en de preoccupatie die hieruit voortkomt, bepalen in dit model de levensbeschouwing van elk van de negen typen.
Het enneagram gaat over de terugkeer naar de essentie. Elke passie heeft in een aspect van de hogere deugd van de essentie zijn tegenpool. De mens wordt verondersteld op zoek te zijn naar dat aspect van de hogere deugd dat we missen.
Het diagram bestaat uit negen basismodellen van ons gedrag. Elk mens herkent de negen modellen meestal wel in zijn eigen leven, maar er is er bij de meesten wel één dat dominant is. Het dominante model verklaart waarom wij ons op een bepaalde manier gedragen of een bepaalde kijk op de wereld hebben.
De typering van elk van de negen modellen is een beschrijving van behoeftes, aannames en positieve en minder positieve drijfveren om situaties in het leven aan te gaan. Het type bepaalt in belangrijke mate de bril die opgezet is om problemen te bezien.
Inzicht in het enneagram beoogt mensen te helpen zichzelf en anderen te begrijpen, en in het bijzonder waarom mensen op een bepaalde manier op elkaar reageren. Ook wil het een handvat geven om naar persoonlijke groei te zoeken.
Type EEN is de Perfectionist: realistisch, consciëntieus, grondig en principieel

Type TWEE is de Helper: warm, betrokken, hulpvaardig en verzorgend

Type DRIE is de Presteerder: energiek, optimistisch, zelfverzekerd en doelgericht

Type VIER is de Romanticus: gevoelig, warm en scherpzinnig

Type VIJF is de Waarnemer: introvert, leergierig, analytisch en inzichtelijk

Type ZES is de Loyalist: verantwoordelijk, betwijfelend, betrouwbaar en loyaal

Type ZEVEN is de Avonturier: energiek, levendig en optimistisch

Type ACHT is de Baas: direct, onafhankelijk, zelfverzekerd en beschermend

Type NEGEN is de Vredestichter: ontvankelijk, goedaardig en ondersteunend
De negen types verhouden zich in een gestructureerde wijze tot elkaar. Als iemand ontspannen en effectief is (in veilige omstandigheden) neemt hij de goede eigenschappen van een bepaald ander type over (in het plaatje tegen de pijlen in) en als iemand juist gespannen is (in stressvolle omstandigheden) neemt hij de slechte eigenschappen van weer een ander type over (met de pijlen mee).

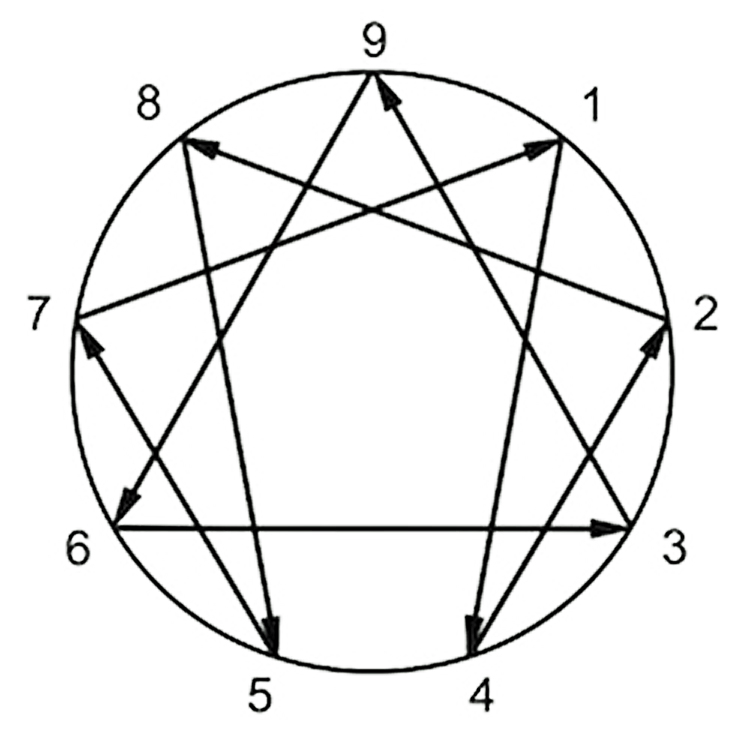
Grafische weergave van het enneagram, met de pijlen van het dynamisch model

Hieronder staan de types wat verder uitgewerkt

### 1 de Perfectionist: realistisch, consciëntieus en principieel
Zijn gedreven om een correct leven te leiden; willen zichzelf en de wereld graag verbeteren.
Zien boosheid als karakterfout en bedwingen het daarom. Leven nauwkeurig volgens normen en proberen de wereld te verbeteren.

positieve eigenschappen:

- eerlijk, betrouwbaar, ordelijk, idealistisch, productief en gedisciplineerd
negatieve eigenschappen:

- oordelend, inflexibel, kritisch, jaloers en dominant
In relaties loyaal, toegewijd en consciëntieus, maar ook hoge verwachtingen, twistziek, pietluttig en star.

### 2 de Gever (of Helper): warm, betrokken, verzorgend en gevoelig voor de behoeftes van anderen
Vinden het belangrijk om geliefd te zijn en gewaardeerd te worden. Geven graag uiting aan positieve gevoelens ten opzichte van anderen.

Geïnteresseerd in mensen en het verzorgen. Willen graag warm en vriendelijk overkomen.

positieve eigenschappen:

- zorgzaam, genereus, enthousiast en ontvankelijk
negatieve eigenschappen:

- manipulatief, indirect, bezitterig en hysterisch
In relaties attent, waarderend, speels en koesterend, maar ook dominant, behoeftig, manipulerend en onoprecht.

### 3 de Succesvolle werker (of Presteerder): energiek, optimistisch, zelfverzekerd en doelgericht
Hebben een sterke behoefte om productief te zijn, successen te behalen en mislukkingen te vermijden.

Worden graag in een goed daglicht gezien, in overeenstemming met maatschappelijk bepaalde normen.

positieve eigenschappen:

- zelfverzekerd, ijverig, gedreven, energiek en praktisch
negatieve eigenschappen:
- narcistisch, pretentieus, ijdel, oppervlakkig en prestatiegericht
In relaties gevend, waarderend, accepterend en betrouwbaar, maar ook verdiept in werk, defensief, ongeduldig en dominant.

### 4 de Romanticus (of Individualist): gevoelig, warm en scherpzinnig
De 'individualist' wil graag anders zijn dan de rest, aan de ene kant is hij jaloers op het gewone en normale leven, maar aan de andere kant verafschuwt hij dit, hij wil opvallen in zijn apartheid, maar kan er ook van genieten om lekker in zijn eigen wereldje te zitten.
Hebben een sterke behoefte om met hun gevoelens in contact te komen en om begrepen te worden, om te zoeken naar de zin van het leven en geen doorsnee-mens te zijn.

Hebben sterke behoefte om zich te uiten en willen graag origineel overkomen.

positieve eigenschappen:

- warm, creatief, expressief, verfijnd en anderen tot steun
negatieve eigenschappen:

- depressief, verlegen, moralistisch, koppig en teruggetrokken
In relaties empathisch, zachtaardig, gepassioneerd en zich snel bindend, maar ook in zichzelf verdiept, jaloers, emotioneel, humeurig, intolerant en snel afgewezen.

### 5 de Waarnemer (of Observant): introvert, leergierig, analytisch en inzichtelijk
Hebben een sterke behoefte om alles te weten en te begrijpen, onafhankelijk te zijn en te voorkomen dat ze een gek figuur slaan.

Vertrouwen op hun eigen bronnen en zoeken veiligheid in kennis.

positieve eigenschappen:

- analytisch, volhardend, objectief, gevoelig en scherpzinnig
negatieve eigenschappen:

- afstandelijk, onder-assertief, negatief, koppig en intellectueel-arrogant
In relaties vriendelijk, opmerkzaam, ruimdenkend, onafhankelijk en betrouwbaar, maar ook teruggetrokken, negatief, achterdochtig en twistziek.
zin voor avontuur en de baas spelen

### 6 de Loyalist: verantwoordelijk, betwijfelend, betrouwbaar en loyaal
Hebben een sterke behoefte aan veiligheid. Zoeken goedkeuring en proberen met hun angst om te gaan.

Beschermen zich tegen angstgevoelens door achter bepaalde autoriteiten aan te lopen, of zich er juist tegen te verzetten

positieve eigenschappen:

- loyaal, zorgzaam, medelevend en verantwoordelijk
negatieve eigenschappen:

- dominant, onvoorspelbaar, defensief en paranoïde.
In relaties warm, speels, open, aanmoedigend en eerlijk, maar ook wantrouwig, inflexibel en sarcastisch. Trekken zich gemakkelijk terug.

### 7 de Levensgenieter (of Avonturier): energiek, levendig en optimistisch
Hebben een sterke behoefte om gelukkig te zijn en leuke activiteiten te organiseren. Proberen pijn en lijden te vermijden.

Willen hun steentje bijdragen aan de wereld. Mijden onplezierige emoties, waaronder angstgevoelens.

positieve eigenschappen:

- spontaan, fantasierijk, productief, charmant, snel en nieuwsgierig
negatieve eigenschappen:

- impulsief, narcistisch, ongeconcentreerd, ongedisciplineerd en manisch
In relaties lichthartig, vrijgevig, hartelijk, amusant en zorgzaam, maar ook narcistisch, eigenwijs, defensief en verward. Lastig om te binden.
Rationaliteit: Denkt in beelden, sterke helikopterview, legt makkelijk verbanden, overziet complexe situaties, versterkt associëren.

### 8 de Baas (of Leider): direct, onafhankelijk, zelfverzekerd en beschermend
Hebben een sterke behoefte om zelfstandig en sterk te zijn en om gevoelens van zwakheid en afhankelijkheid te vermijden.
Hebben een krachtige uitstraling en zijn niet bang om hun boosheid te uiten.
positieve eigenschappen:

- direct, gezaghebbend, beschermend, energiek, loyaal en vol zelfvertrouwen
negatieve eigenschappen:

- dominant, opstandig, ongevoelig, egocentrisch, sceptisch en agressief
In relaties loyaal, zorgzaam, oprecht, toegewijd en vrijgevig, maar ook veeleisend, arrogant, strijdlustig, bezitterig en onbuigzaam. Hebben veel kritiek.

### 9 de Bemiddelaar (of Vredestichter): ontvankelijk, goedaardig en ondersteunend
Hebben een sterke behoefte om de vrede te bewaren, op te gaan in anderen en conflicten te vermijden. Nemen eigenschappen van anderen over en kunnen daarmee zeer verschillende verschijningsvormen hebben.

Zijn meegaand en zich vaak niet bewust van hun boosheid.

positieve eigenschappen:

- vriendelijk, geduldig, ruimdenkend, diplomatiek en empathisch
negatieve eigenschappen:

- passief, vergeetachtig, koppig, bezeten en sub-assertief
In relaties vriendelijk, teder, steunend en loyaal, maar ook passief-agressief, veel te meegaand, koppig en defensief